# Resolution 138 des UN-Sicherheitsrates
Die Resolution 138 des UN-Sicherheitsrates wurde am 23. Juni 1960 verabschiedet. Sie konstatierte eine Verletzung der Souveränität der Argentinischen Republik im Zuge der Entführung des NS-Verbrechers Adolf Eichmann durch Agenten des israelischen Auslandsgeheimdienstes Mossad und forderte Israel auf, angemessene Wiedergutmachung zu leisten. Zugleich warnt die Resolution vor der Wiederholung eines solchen Aktes, der als Bruch der UN-Charta gewertet werden und den internationalen Frieden gefährden könnte.
Acht Mitglieder stimmten für die Resolution. Die Volksrepublik Polen und die Sowjetunion enthielten sich der Stimme. Argentinien, das zu der Zeit selbst einen Sitz als nicht-ständiges Mitglied im Rat innehatte, nahm als Konfliktpartei nach Art. 27(3) der UN-Charta nicht an der Abstimmung teil.
Der Fall wurde von Argentinien vor den Sicherheitsrat gebracht, nachdem Israel der Forderung des argentinischen Außenministeriums nach einer Rücküberstellung Eichmanns und Bestrafung der Entführer nicht nachgekommen war. Israel bestritt die Zuständigkeit des Sicherheitsrates in dieser Angelegenheit zum damaligen Zeitpunkt, da es die in Art. 33 der UN-Charta vorgesehenen bilateralen Verhandlungen als Mittel der Streitbeilegung noch nicht ausgeschöpft sah und daher die Voraussetzungen für ein Einschreiten nach Art. 34 nicht als erfüllt betrachtete. Inhaltlich stellte sich Israel auf den Standpunkt, dass die Entführung Eichmanns nicht auf Anordnung seiner Regierung, sondern durch eigenmächtig handelnde Privatpersonen erfolgt sei, von deren Aktionen die israelischen Behörden keine Kenntnis gehabt hätten. Vor dem Hintergrund der außergewöhnlichen Dimension der Verbrechen gegen Juden, die Eichmann als Organisator der "Endlösung der Judenfrage" zur Last gelegt wurden, warb Israel um Verständnis für das Verhalten dieser Personen, die selbst Holocaust-Überlebende waren.
Israel und Argentinien traten nach Verabschiedung der Resolution erneut in bilaterale Verhandlungen und legten schlussendlich in einer gemeinsamen Erklärung den Streit bei, wobei Israel die Verletzung der Souveränität Argentiniens durch israelische Staatsbürger anerkannte. Der Sicherheitsrat betrachtete den Streitfall daraufhin ebenfalls als erledigt.